# Svetlana Demina
Svetlana Aleksandrovna Demina (russe : Светлана Александровна Дёмина) née le 18 avril 1961 dans l'oblast de Vologda en RSFS de Russie, est une tireuse sportive russe.
Aux Jeux olympiques d'été de 2000 à Sydney, elle remporte la médaille d'argent en skeet. Dans cette même discipline, elle remporte 14 médailles aux Championnats du monde et 23 médailles aux Championnats d'Europe ; elle est aussi double médaillée mondiale et médaillée européenne en double trap. 

## Palmarès
- Jeux olympiques
  -  Médaille d'argent en skeet en 2000 à Sydney

- Championnats du monde de tir
  -  Médaille d'or en skeet en 1986, 1990, 1993
  -  Médaille d'argent en skeet en 1991
  -  Médaille de bronze en skeet en 1993
  -  Médaille d'or en skeet par équipe en 1999, 2001 et 2009
  -  Médaille d'argent en skeet par équipe en 1986, 1998, 2002, 2003 et 2006
  -  Médaille de bronze en skeet par équipe en 1990
  -  Médaille d'or en double trap par équipe en 1994
  -  Médaille de bronze en double trap en 1994

- Championnats d'Europe de tir
  -  Médaille d'or en skeet en 1986, 1997, 1988, 1990 et 2004
  -  Médaille d'argent en skeet en 1992, 1999, 2003 et 2010
  -  Médaille de bronze en skeet en 1991 et 1993
  -  Médaille d'or en skeet par équipe en 1999, 2001 et 2009
  -  Médaille d'argent en skeet par équipe en 1999, 2000, 2001, 2002, 2003, 2004 et 2009
  -  Médaille de bronze en skeet par équipe en 2005, 2006 et 2008
  -  Médaille de bronze en double trap en 1994

- Coupe du monde de tir
  - Vainqueur en 1994 et 2003